# Watshamia versicolor
Watshamia versicolor är en stekelart som beskrevs av Boucek 1974. Watshamia versicolor ingår i släktet Watshamia och familjen puppglanssteklar.
Artens utbredningsområde är Zimbabwe. Inga underarter finns listade i Catalogue of Life.